# Marché (lieu)
Pour les articles homonymes, voir Marché.

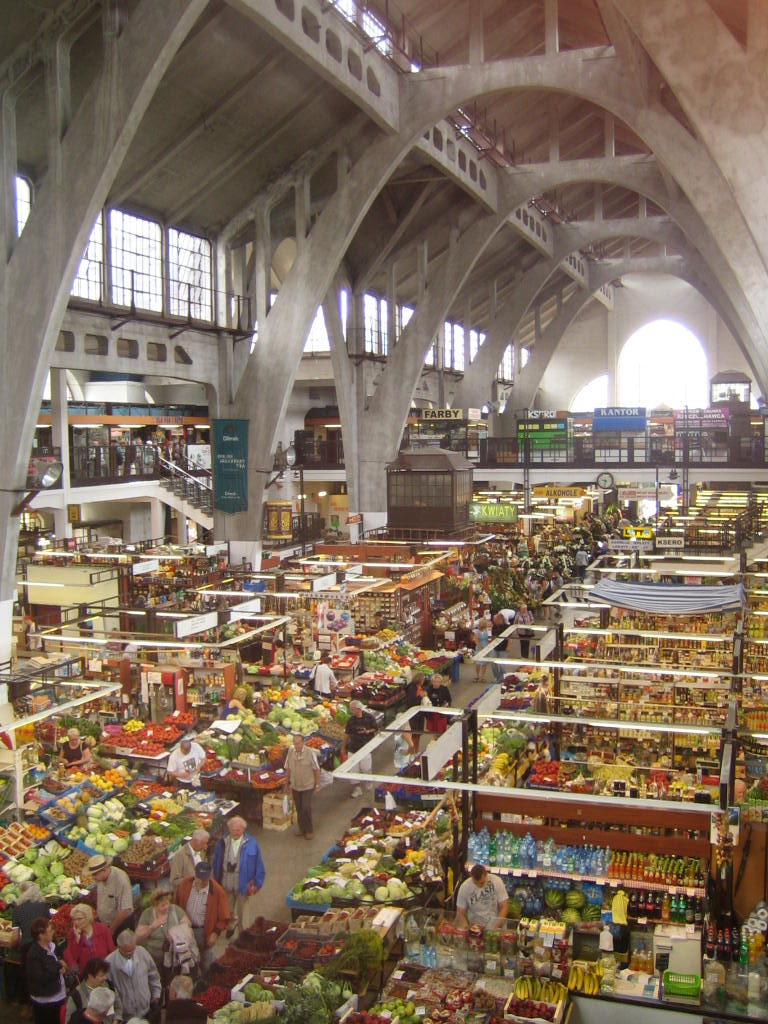
Vue de l'intérieur du marché couvert de Wrocław (Pologne).

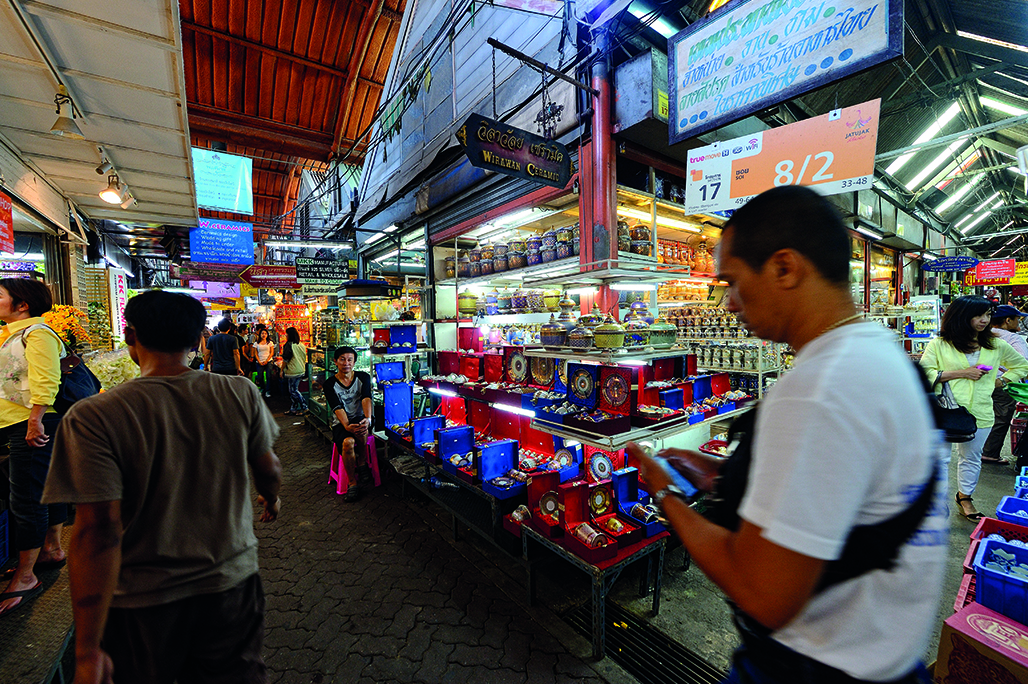
Une allée du marché de Chatuchak, à Bangkok (Thaïlande).

Un marché est un rassemblement à but commercial, généralement périodique et dans un lieu prédéterminé, d'agriculteurs, de marchands revendeurs et de personnes acheteuses, consommatrices ou non.
Un marché désigne également le lieu aménagé (ou non) où se tient un marché. Pour des raisons de commodité ou de saisonnalité, ce rassemblement peut être organisé dans des lieux ou lors de dates spécifiques : marché aux fleurs, marché vivrier, marché aux bestiaux, marché aux volailles, marché aux vins, marché aux tissus.
En Afrique du Nord et au Moyen-Orient, on parle de souk ou de bazar.

## Marché classique traditionnel en France

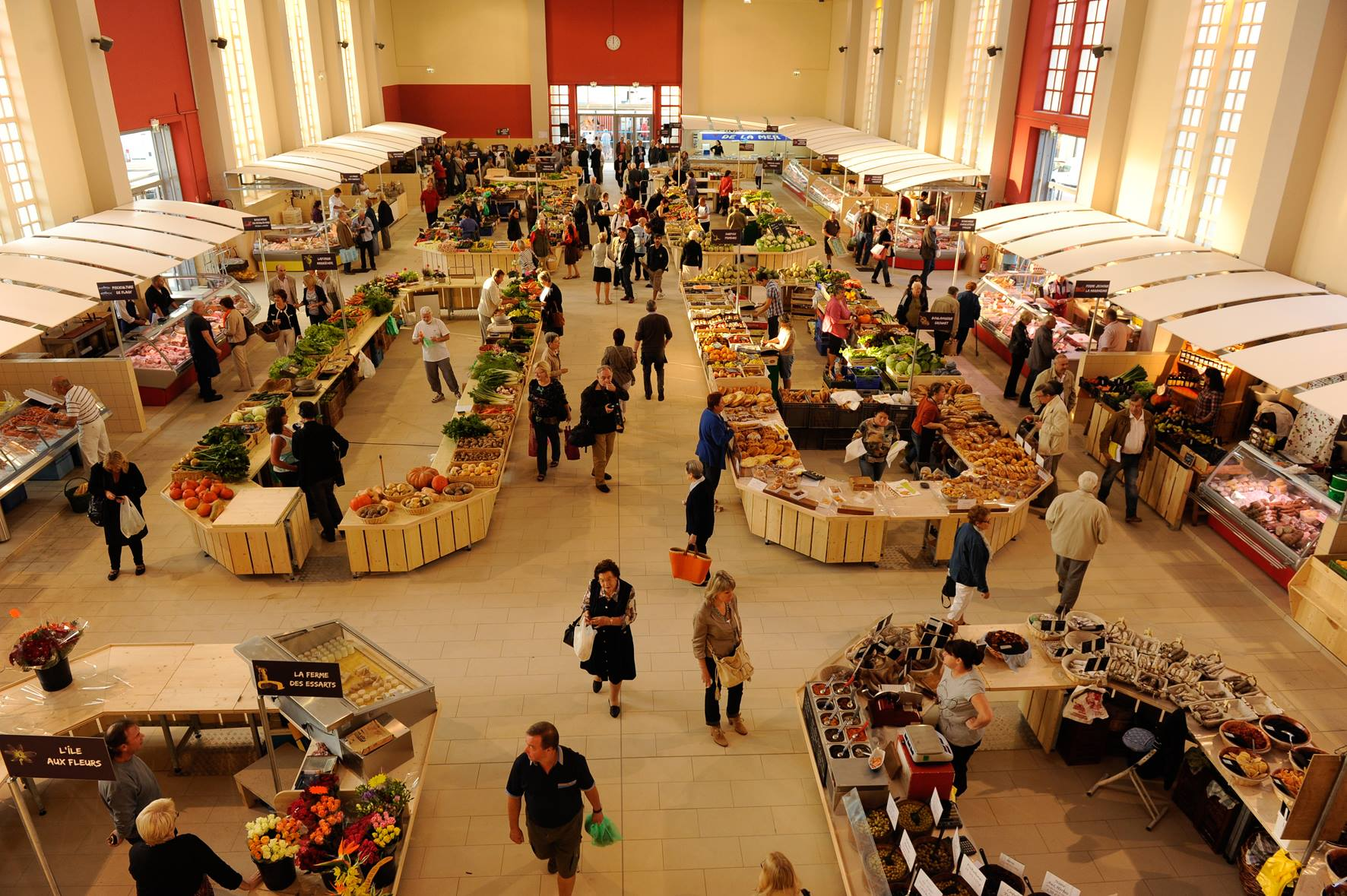
Un marché dans les halles de Vesoul.

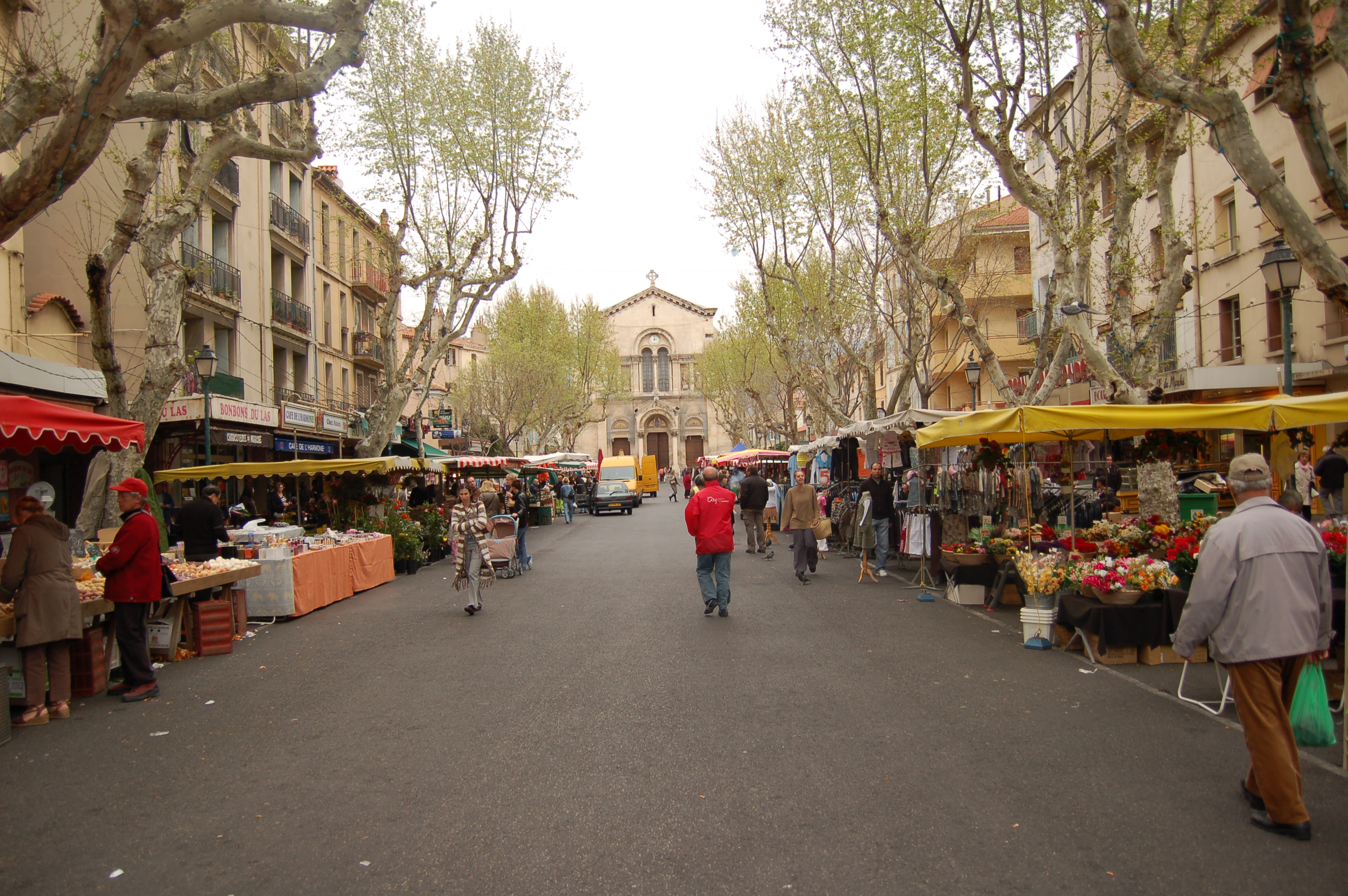
Un marché à Toulon.

En France, les marchés sont, à l'origine, destinés à la vente des productions locales des jardins, des élevages, des vergers et des diverses fabrications, en général vivrières et artisanales, dont la quantité est trop faible ou trop irrégulière pour être marchande au niveau national. La production locale fermière ou artisanale peut offrir un gage de qualité, tandis que la vente directe, sans conditionnement élaboré, sans transport et sans intermédiaires, permet une valorisation équitable du fruit de son travail pour le producteur ou pour l'artisan ainsi qu'un prix intéressant pour l'acheteur. Cependant, la libre concurrence  permet aussi aux commerçants de revendre des produits d'importation étrangère dans ces mêmes marchés.

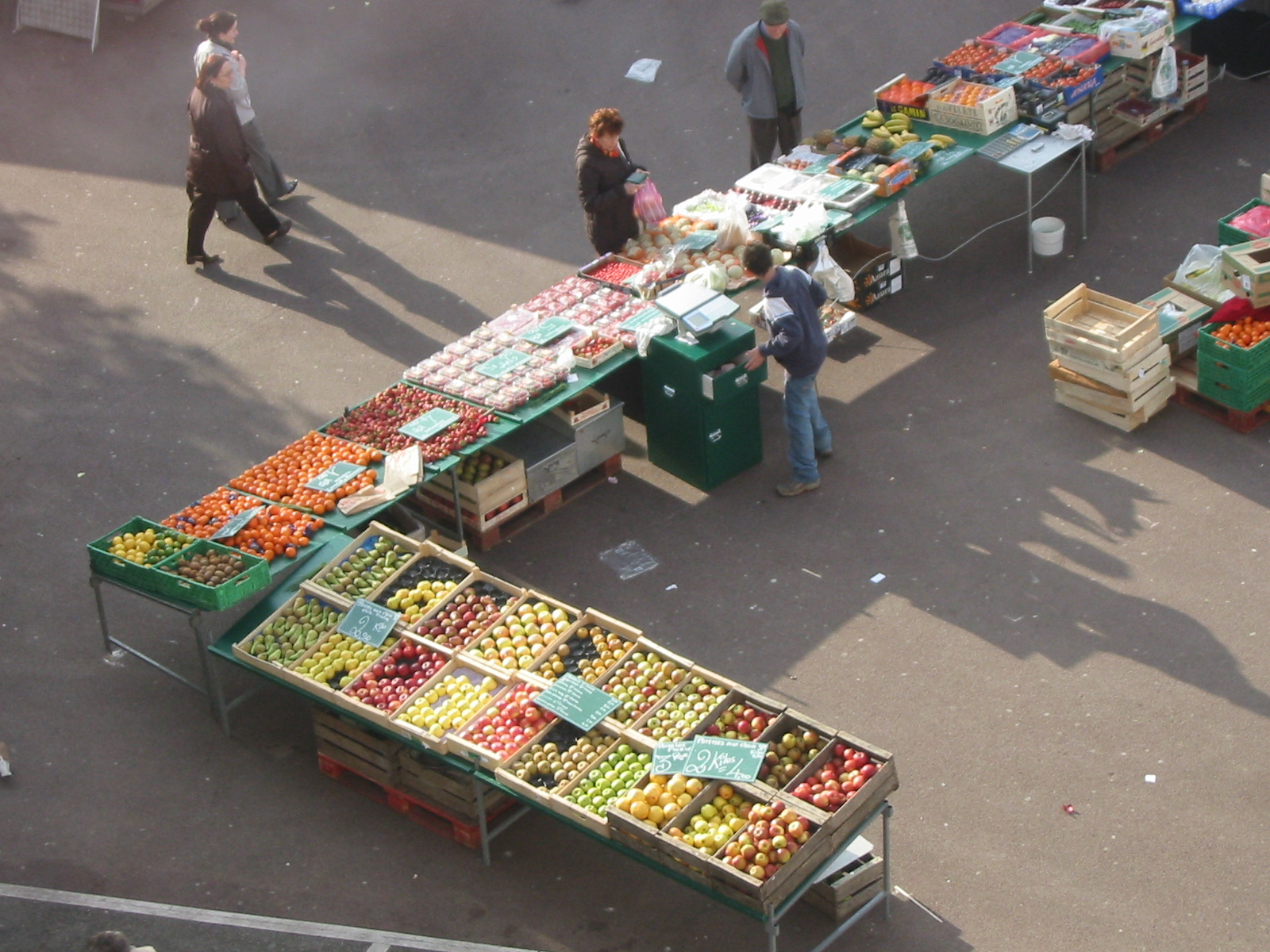
Peu de différence visuelle entre les agriculteurs-producteurs et les commerçants. Ces derniers s'identifient souvent par la diversité, l'exotisme (oranges, bananes, avocat, ananas, etc.) et le non-respect des saisons (tomates au printemps, en hiver) de leur marchandise.

Pour soustraire leurs produits à ce phénomène et mettre en valeur leur qualité, des agriculteurs ont créé des marchés dits « de producteurs » fermés à ces commerçants. Parmi ces marchés restrictifs, un, celui du hameau de Montredon, est intimement lié à la lutte du Larzac et à des agriculteurs et des sympathisants impliqués dans l'opposition à l'Organisation mondiale du commerce (OMC). Il fut lancé en 1988 par une association militante constituée de vacanciers et d'agriculteurs dont Joseph Bové.

## Marché à la criée
Ce sont, en général, des marchés dans lesquelles s'échangent des produits de la mer ou des produits agricoles. Un chef de vente, autrefois appelé « crieur », est chargé d'établir un prix de départ au kilogramme des différents produits. Dans cas du marché « au cadran » les enchères sont descendantes c'est-à-dire que le premier acheteur qui montre son intérêt décroche le lot. Il existe toutefois un prix de retrait pour éviter que les prix ne descendent trop bas.

## Galerie

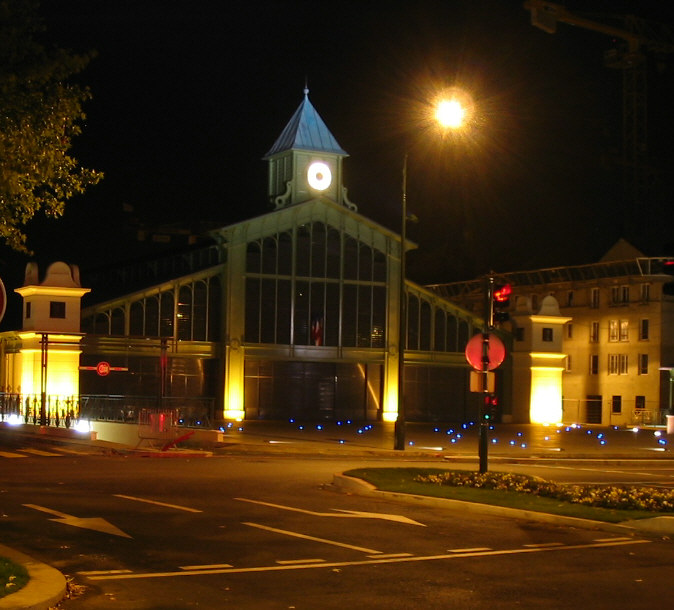
Le nouveau marché, inspiré des constructions de Victor Baltard, au Plessis-Robinson, Hauts-de-Seine.
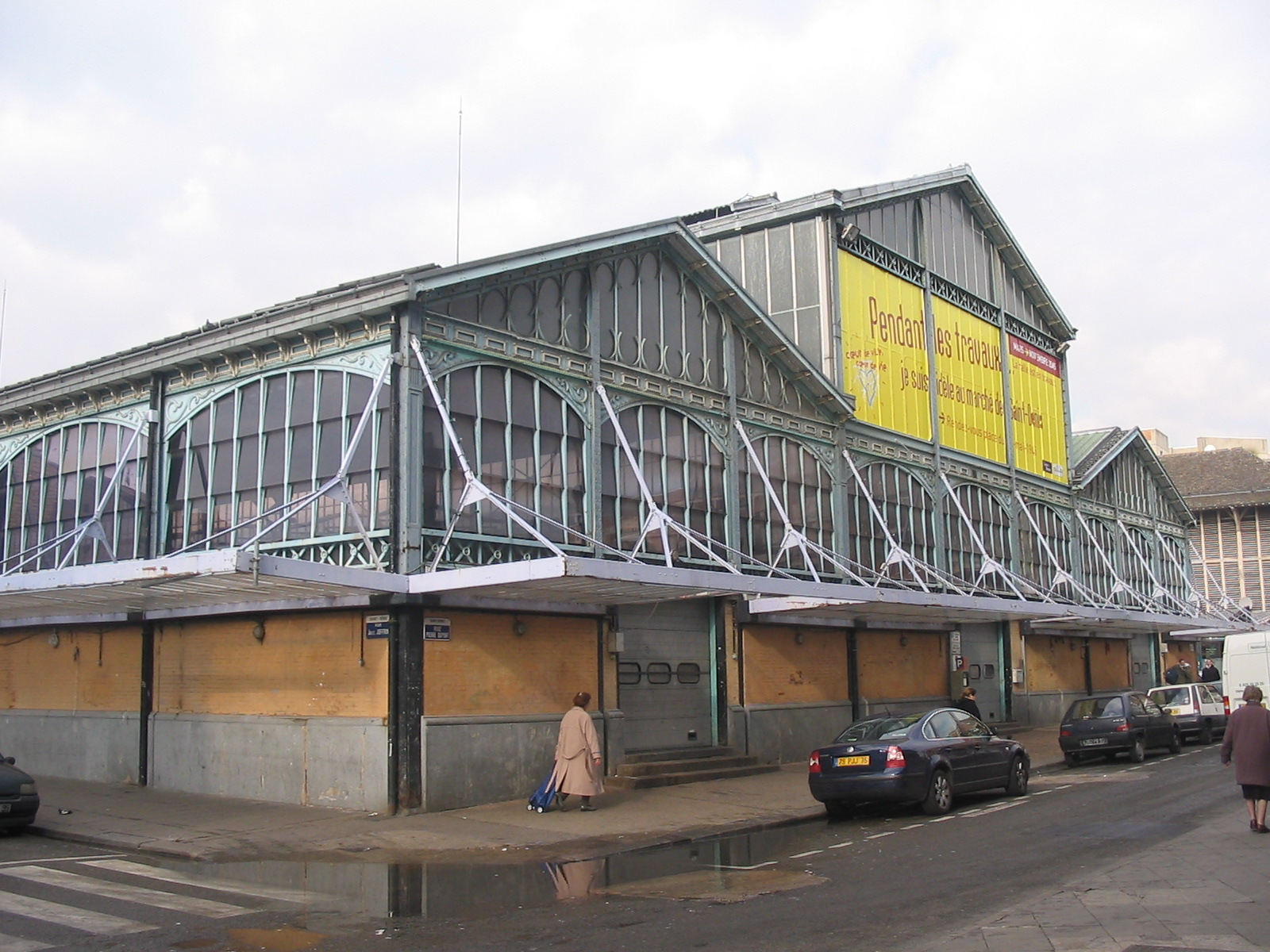
Marché de Saint-Denis, Seine-Saint-Denis.
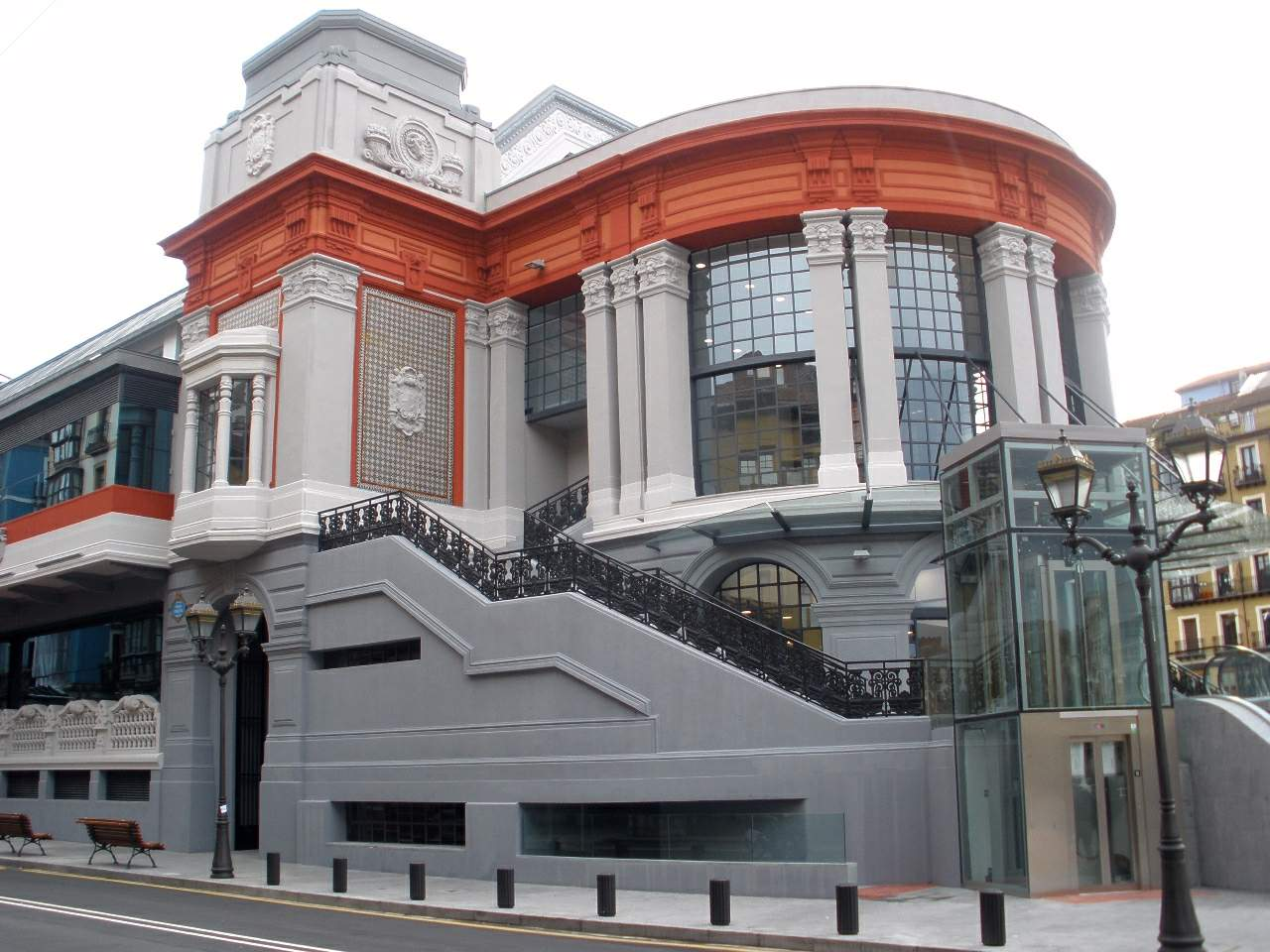
Marché de la Ribera à Bilbao, Pays basque, Espagne.
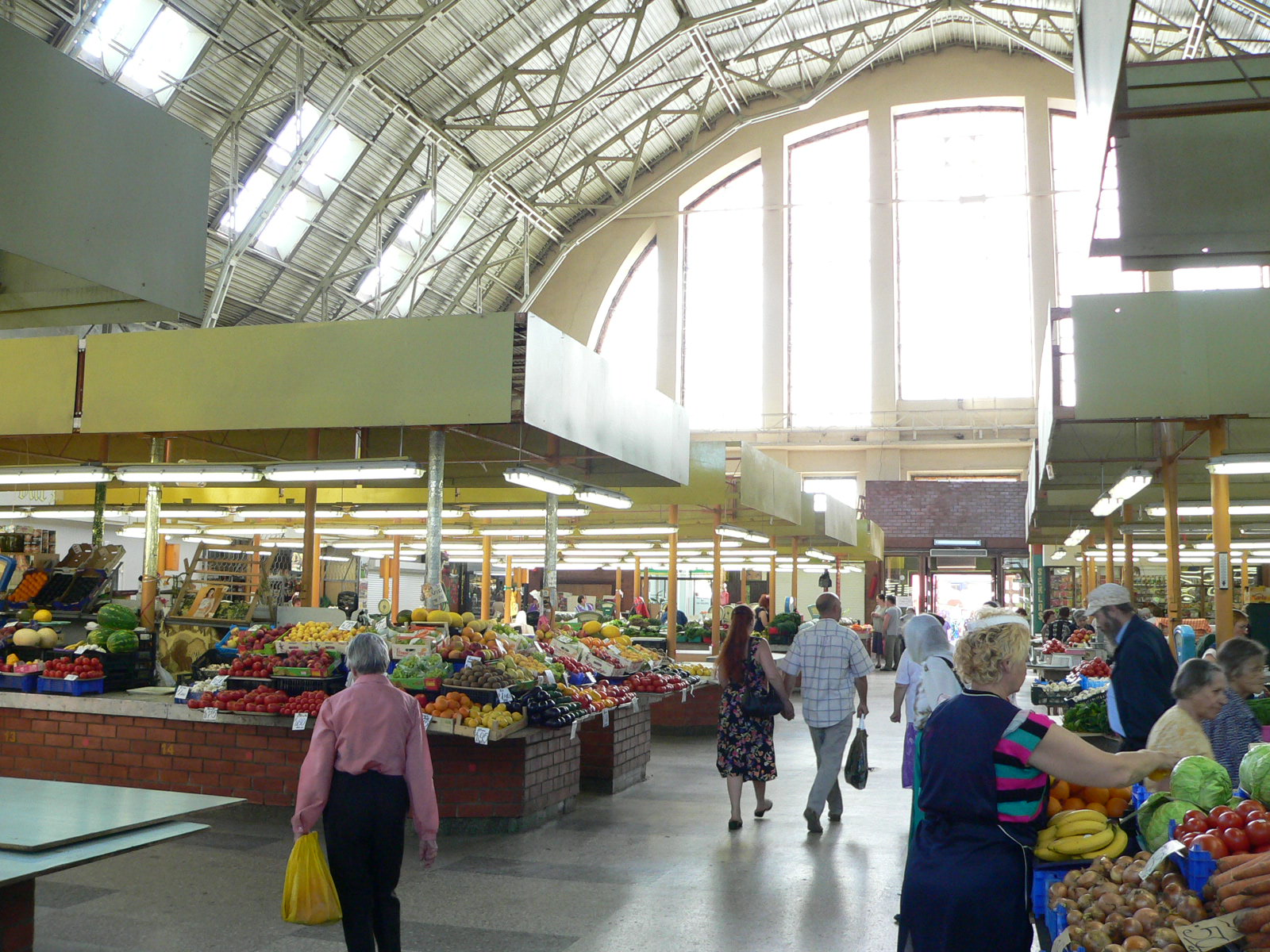
Le marché couvert de Rīga en Lettonie dans d'anciens hangars à zeppelins.
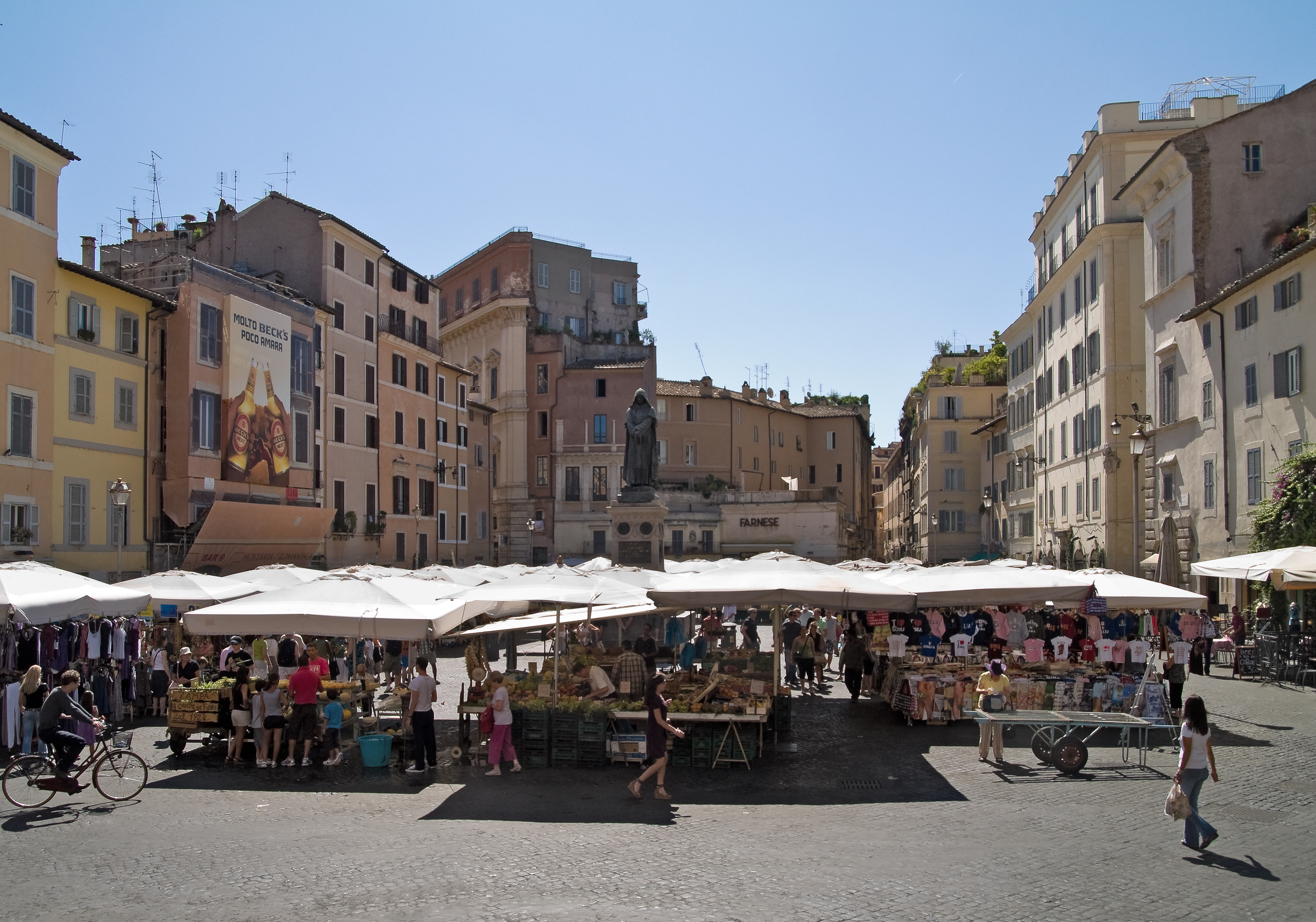
Marché du Campo de' Fiori à Rome.
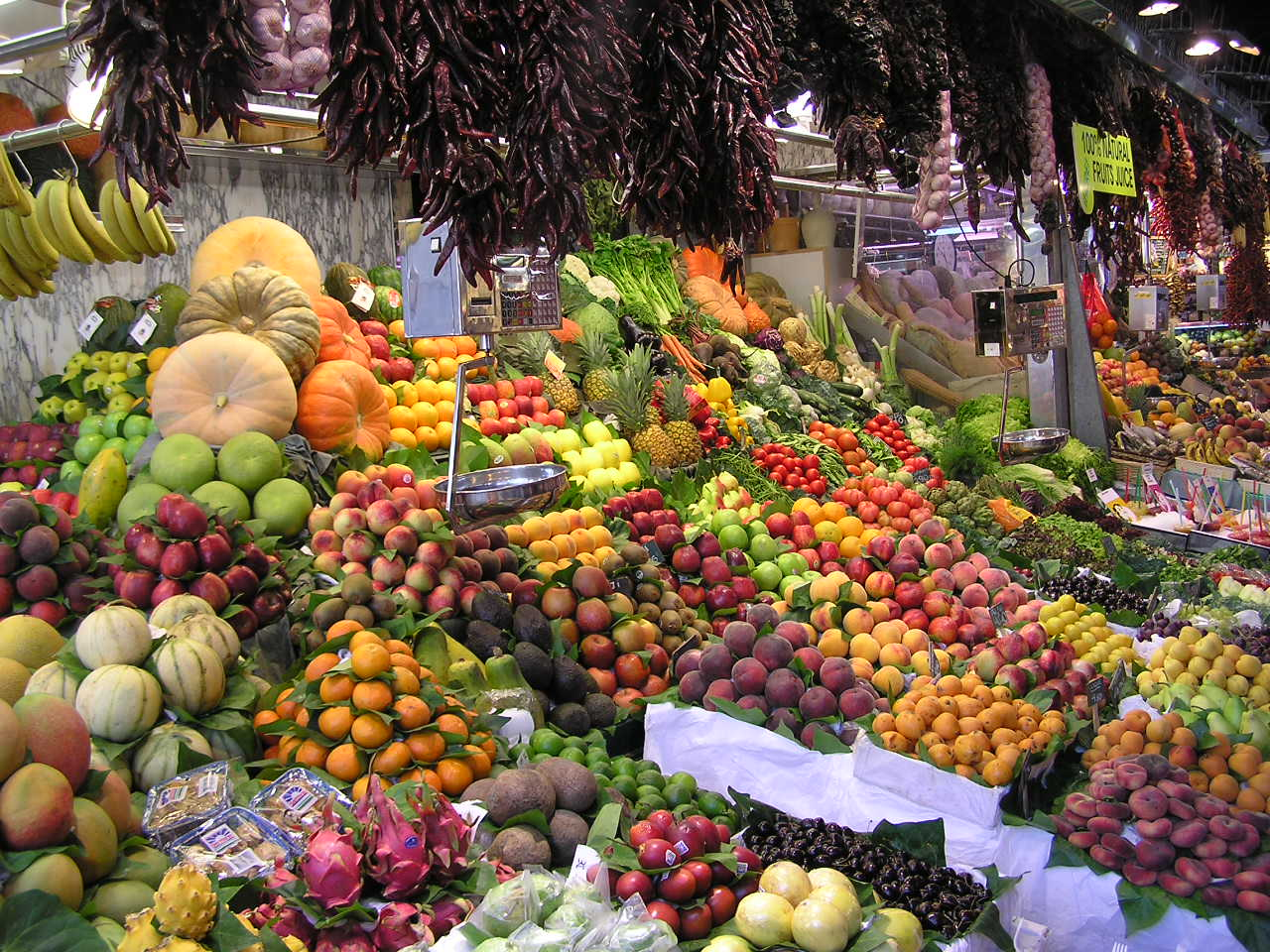
Détail d'un étalage au marché de la Boqueria à Barcelone.
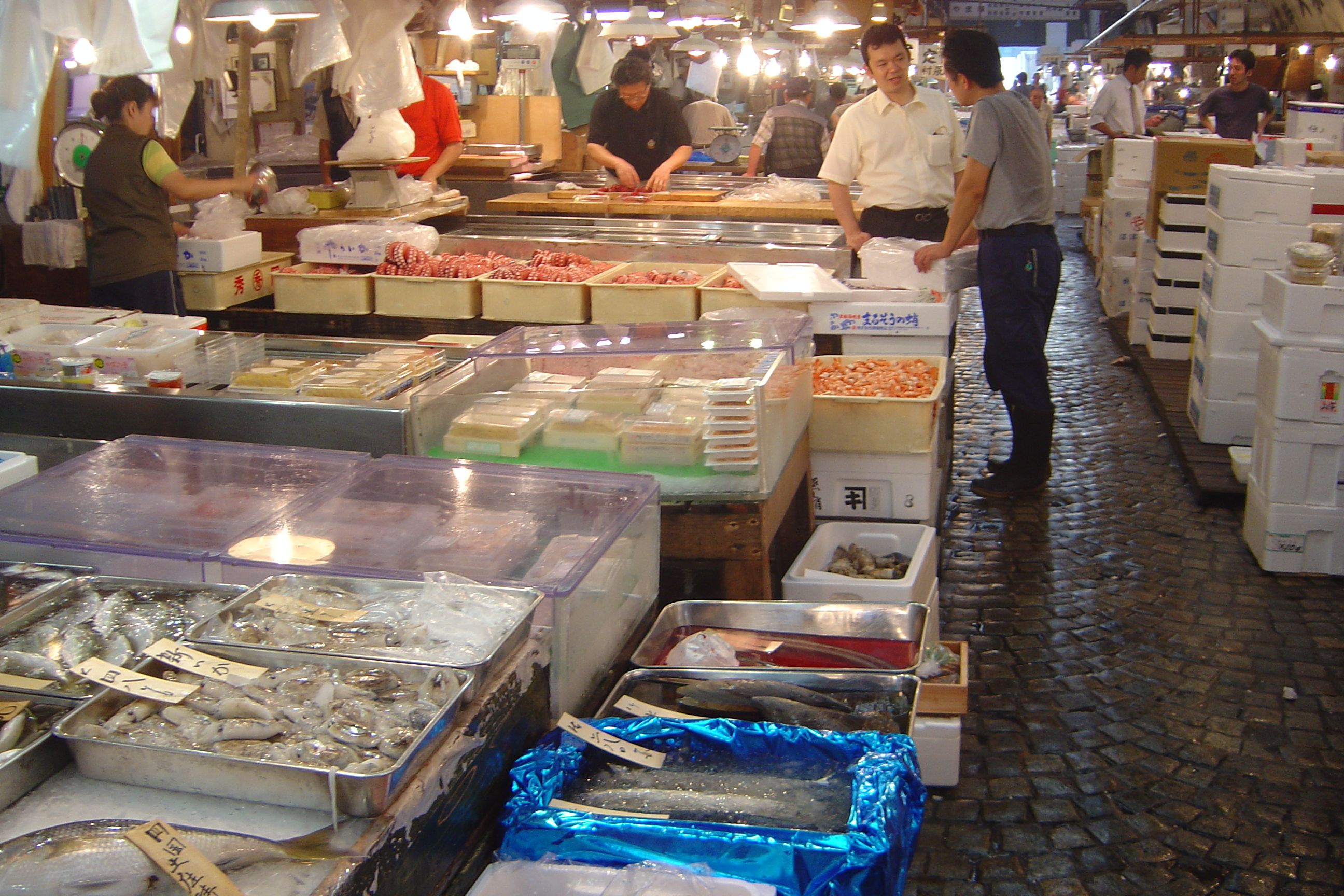
Le marché aux poissons de Tsukuji à Tōkyō, Japon.
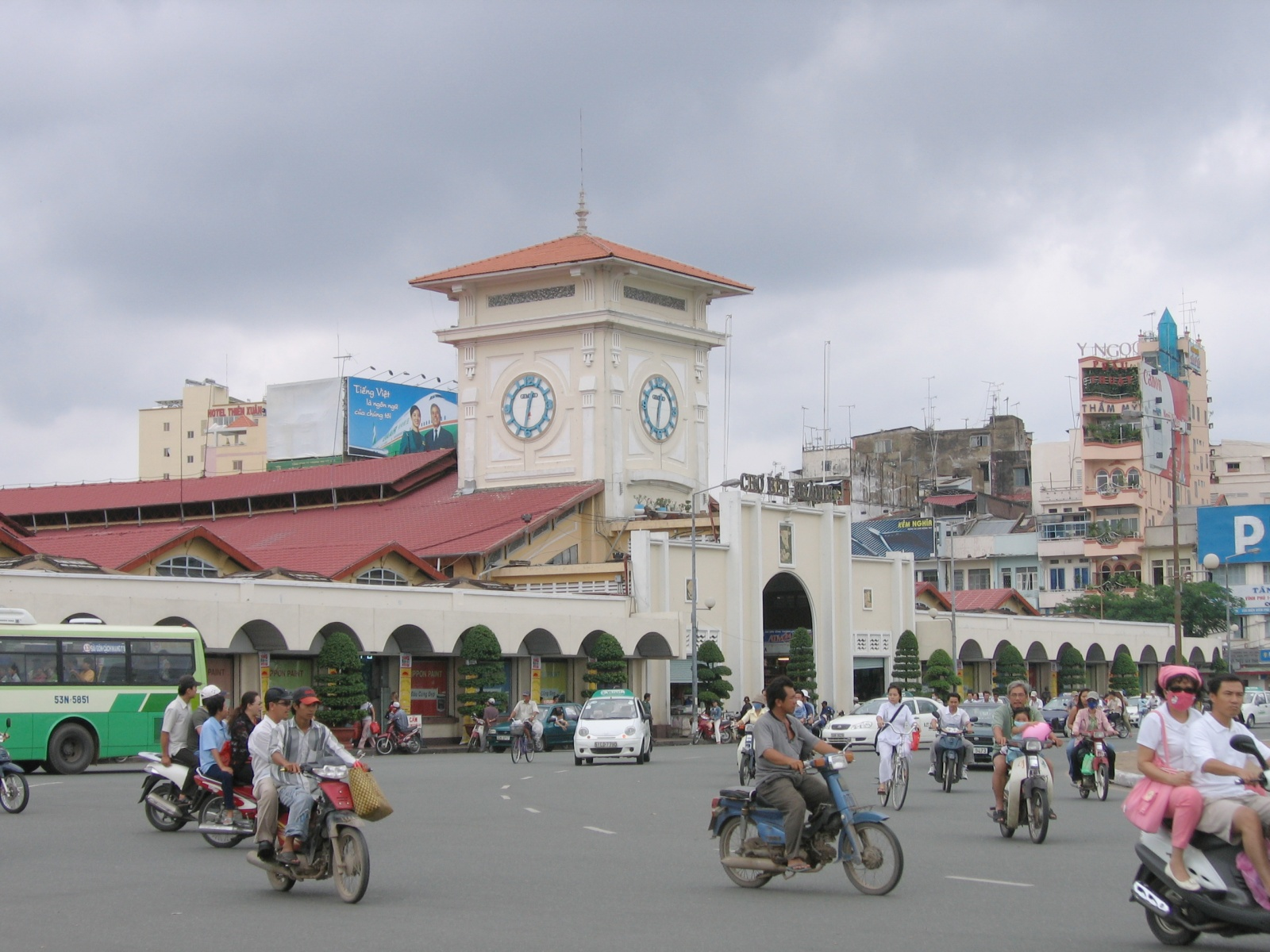
Le marché de Ben Thanh à Hô-Chi-Minh-Ville, Vietnam.
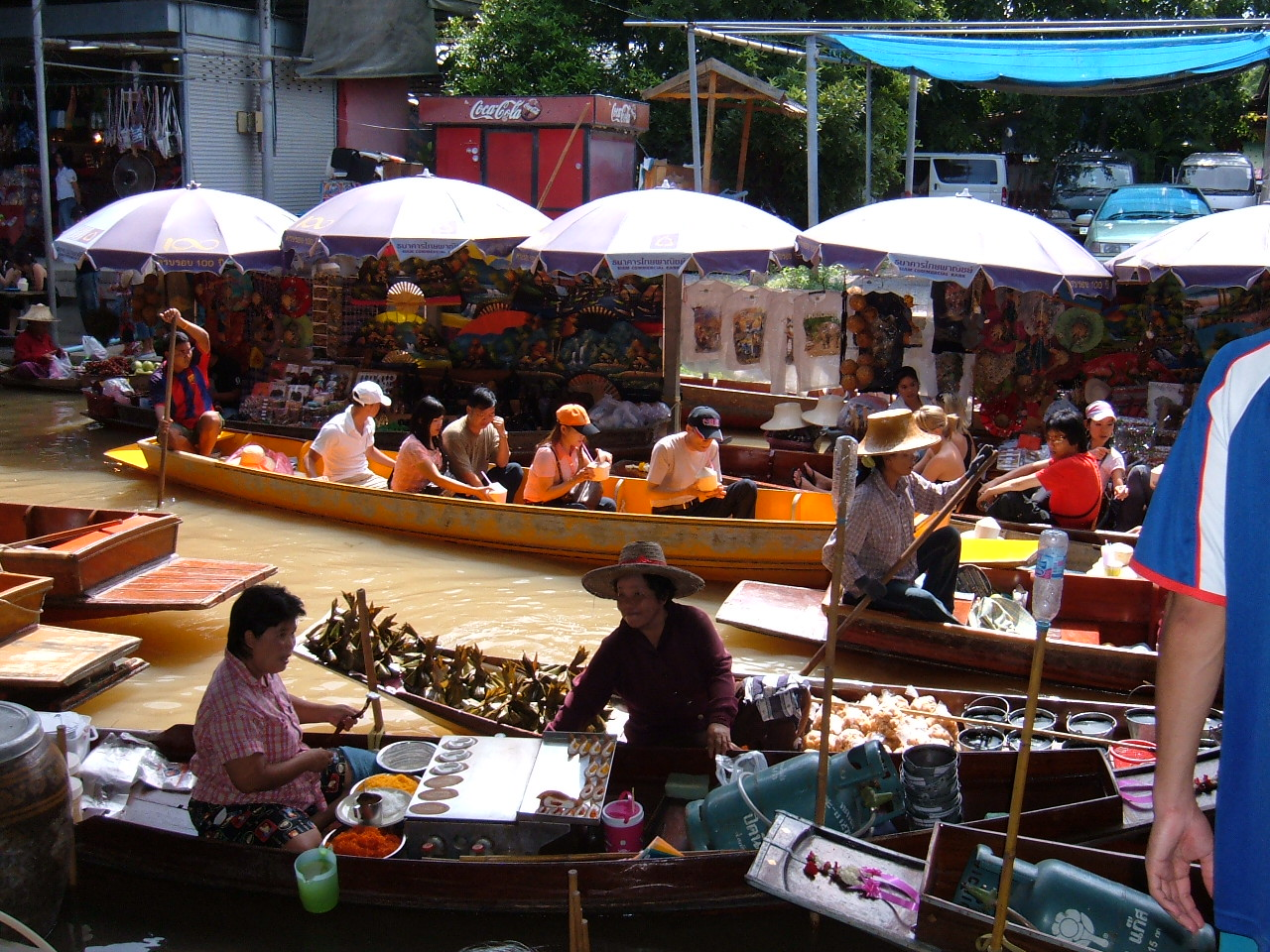
Marché flottant à Damnoen Saduak, Province de Ratchaburi, Thaïlande.
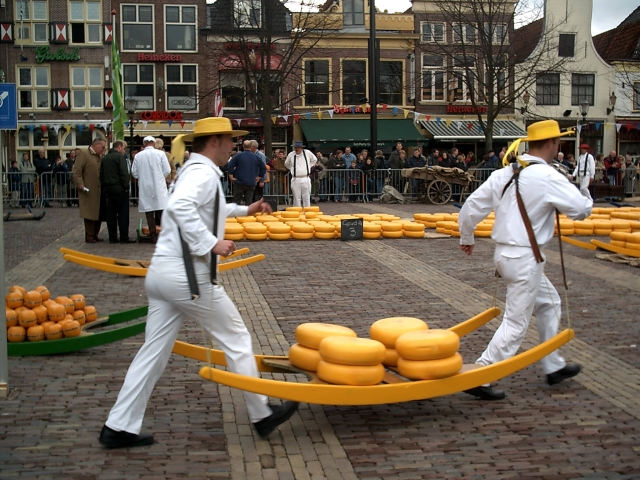
Le marché aux fromages d'Alkmaar, Pays-Bas.
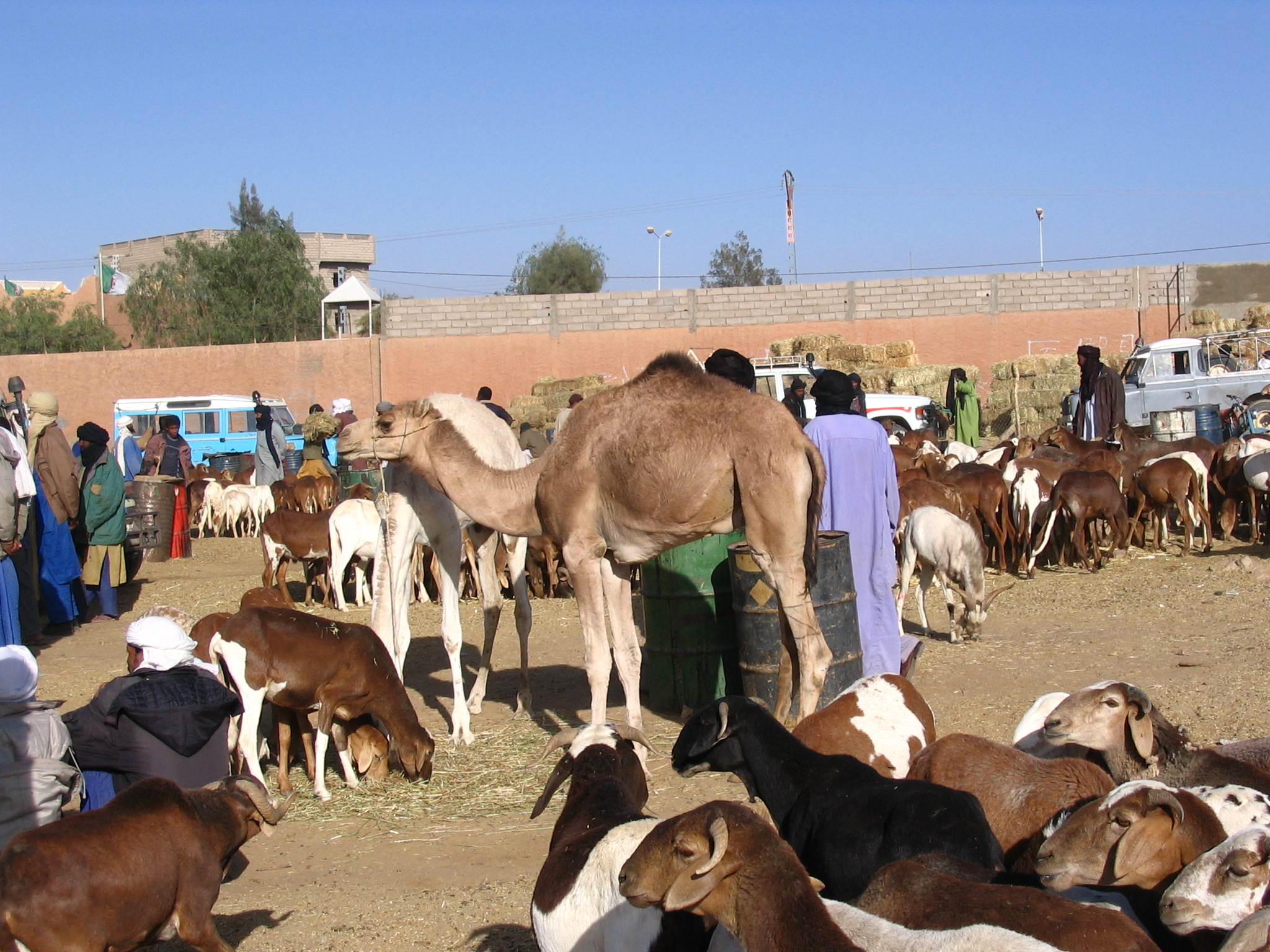
Marché aux bestiaux à Tamanrasset, Algérie.
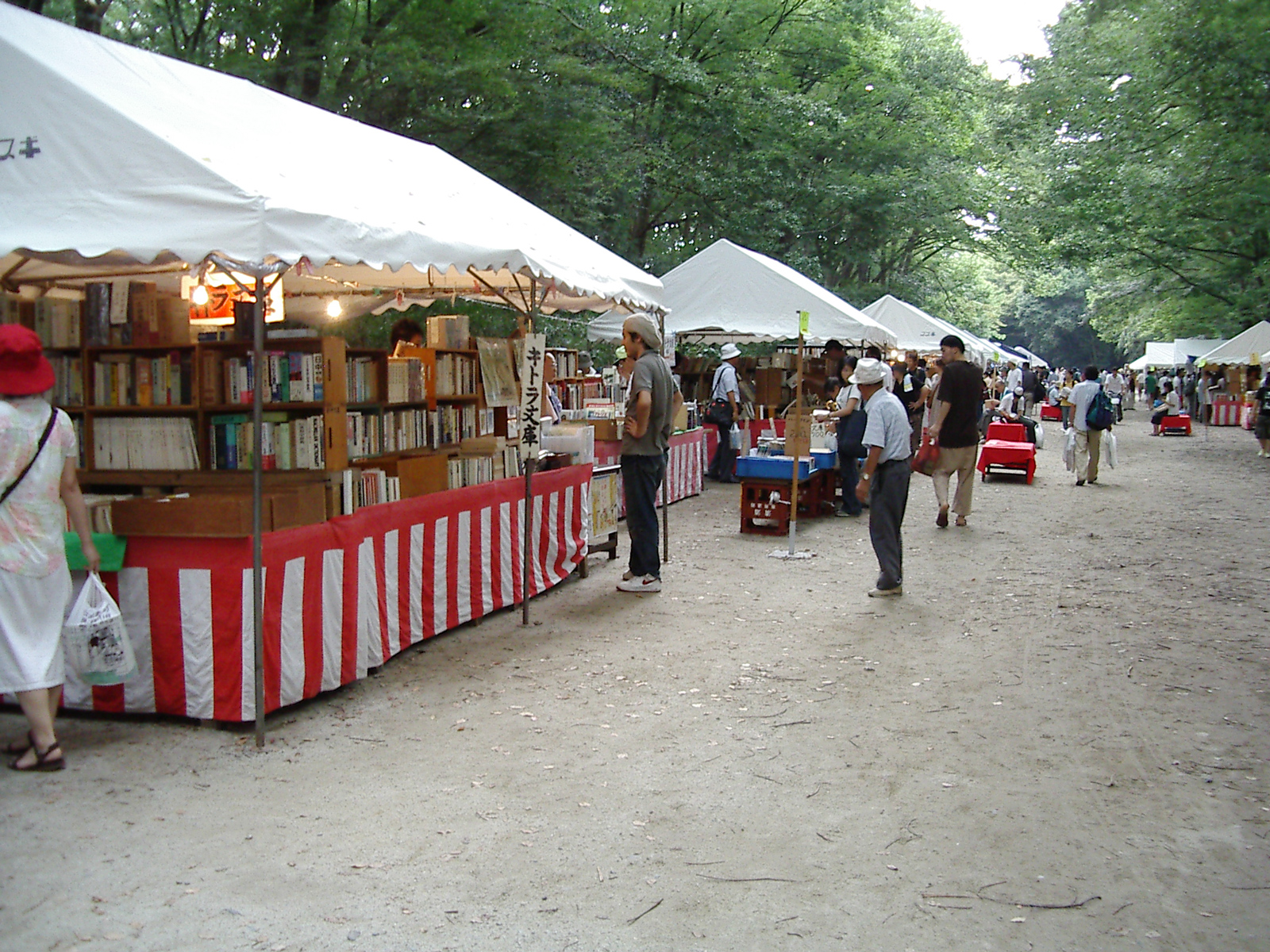
Marché aux livres anciens et d'occasion, à Kyoto, Japon.
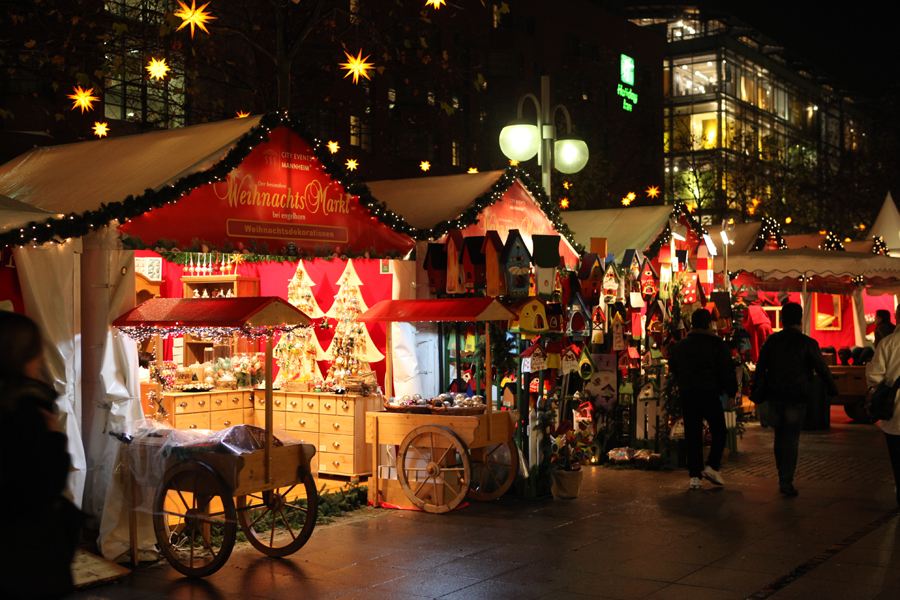
Marché de Noël, à Mannheim, Allemagne.
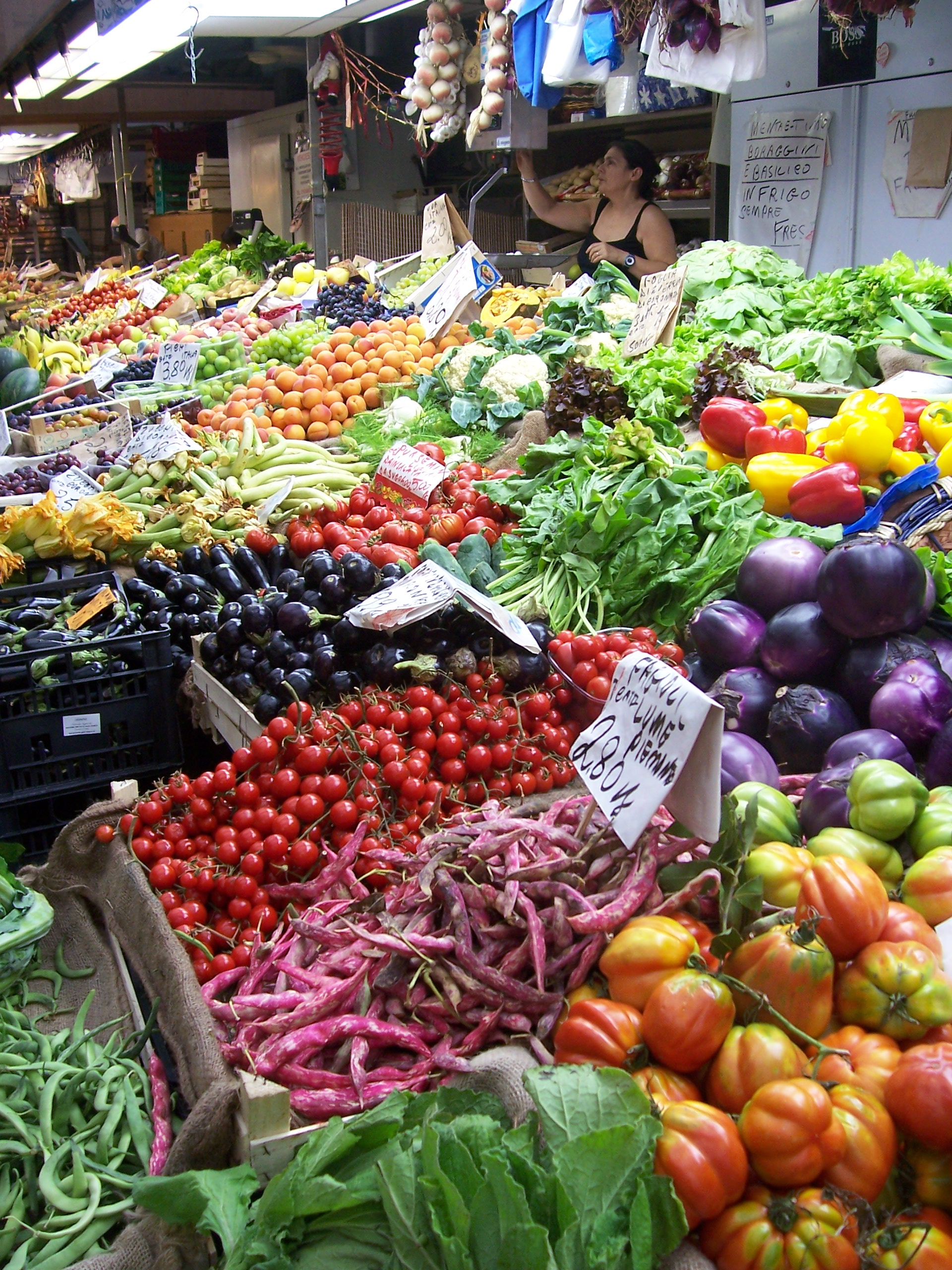
L'étal d'une marchande de fruits et légumes dans un marché couvert à Gênes.
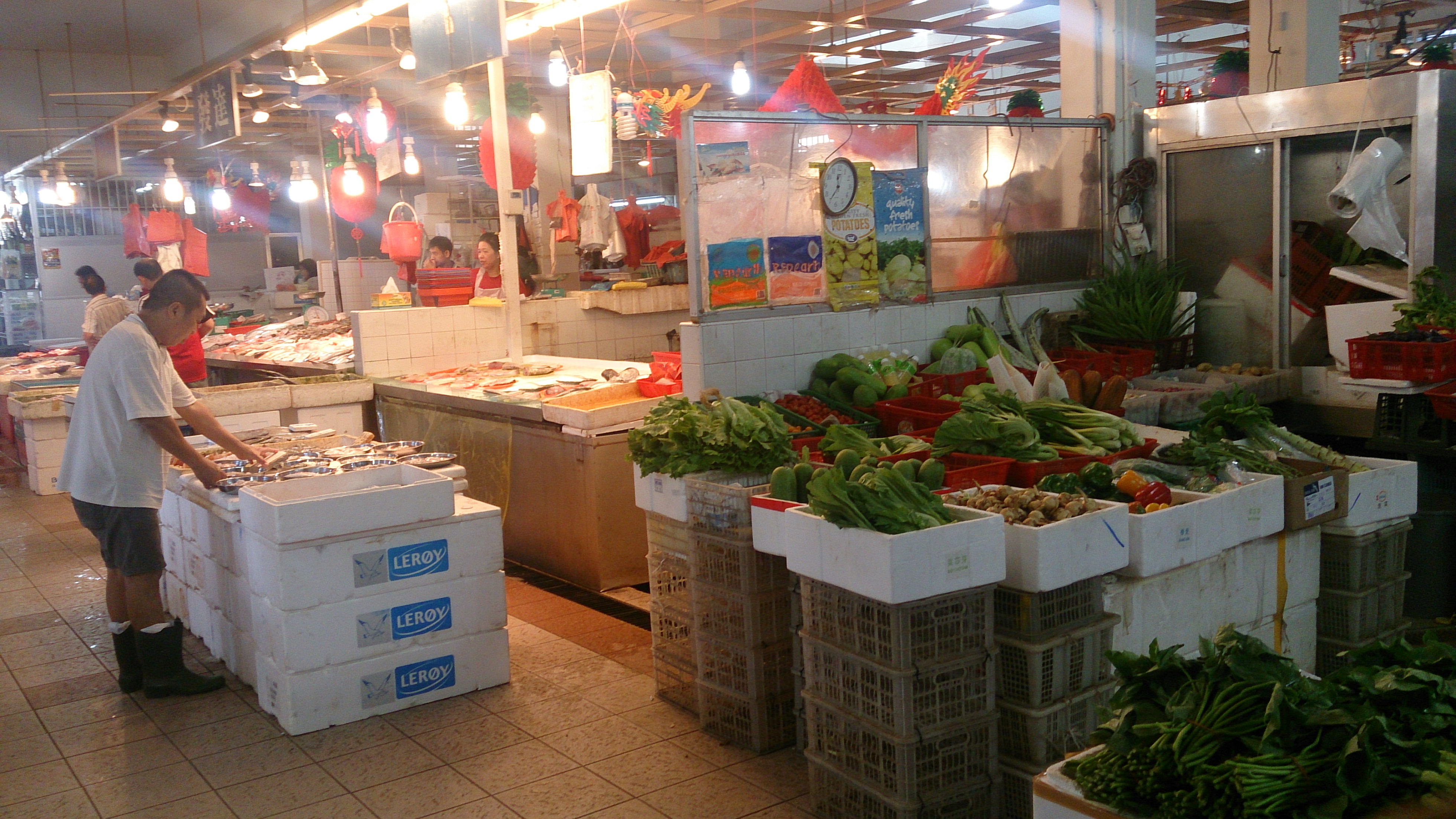
Wet market à Singapour
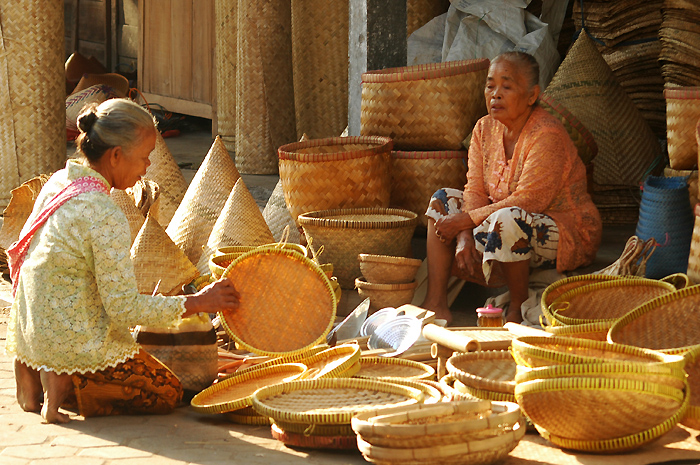
Vendeuse de paniers de bambou dans un marché de village à Sleman, Yogyakarta
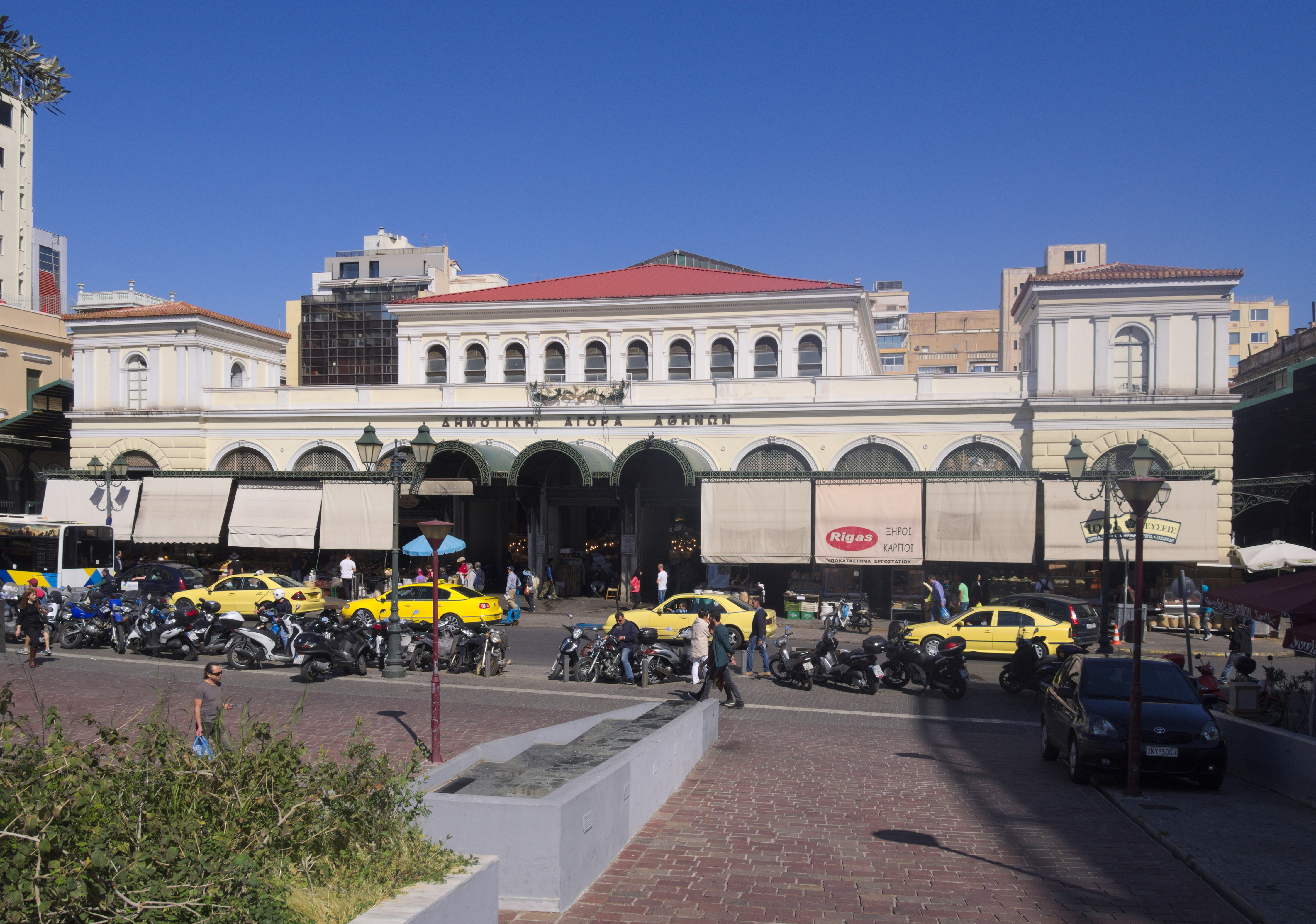
Le marché couvert d'Athènes.
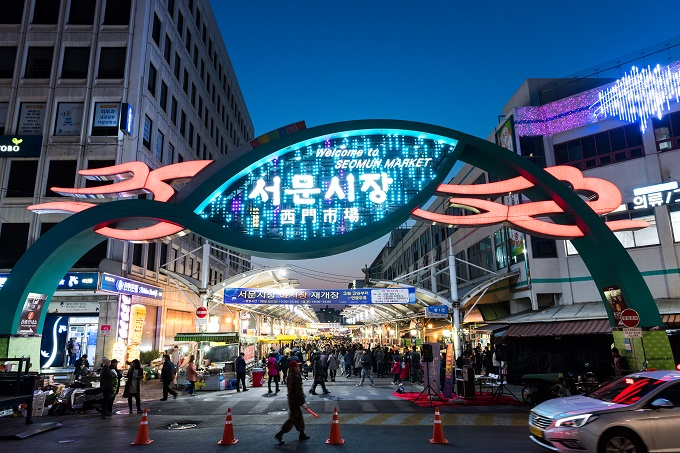
Entrée du marché de Seomun, un marché de rue à Daegu, en Corée du Sud.